# Karl Klüsner
Karl Klüsner (* 2. August 1905 in Kiel, Deutsches Reich; † 25. Juli 1960 in Berlin-Grunewald) war ein deutscher Schauspieler bei Bühne und Film.

## Leben und Wirken
Klüsner erhielt Ende der 1928 Schauspielunterricht bei Erich Ziegel in Hamburg und gab am dortigen Deutschen Schauspielhaus noch im selben Jahr seinen Einstand mit dem Mercurio in Shakespeares Was ihr wollt. Ab 1929 trat er, anfänglich im Fach des jugendlichen ersten Helden, an Bühnen in Oldenburg (Landestheater), Lübeck (Stadttheater), Bremerhaven (Stadttheater) und Gera (Reußisches Theater) auf. Von 1934 bis 1937 war er Ensemblemitglied der Städtischen Bühnen Düsseldorf, seitdem trat Karl Klüsner nur noch an Berliner Spielstätten auf: In der deutschen Hauptstadt wirkte der gebürtige Kieler am Theater am Kurfürstendamm, am Renaissance-Theater und am Schillertheater. 1943 wurde er zur Wehrmacht eingezogen. Aus der Gefangenschaft zurückgekehrt, nahm Klüsner 1949 seine Bühnentätigkeit wieder auf und ging für eine Spielzeit an das Deutsche Theater. Von 1953 bis 1955 gehörte er dem Ensemble des Schiller-Theaters an, anschließend sah man ihn an der Volksbühne Berlin.
Klüsners Rollen-Repertoire umfasste zahlreiche deutsche und internationale Klassiker: Er spielte den Faust, den Ferdinand in Schillers Kabale und Liebe, den Karl Moor in Die Räuber desselben Autors, den Brutus in Shakespeares Julius Cäsar, Schillers Wilhelm Tell, den Grenzjäger in Schönherrs Der Weibsteufel, den Lovborg in Ibsens Hedda Gabler, den Marquis Posa in Schillers Don Karlos und den Jupiter in Kleists Amphitryon.
Seit seiner Ankunft in der Hauptstadt (1937) trat Karl Klüsner mit Nebenrollen auch vor die Kamera. Sein Debüt gab er mit der zweiten männlichen Hauptrolle des Antonio Vargas Heredia in einer deutschen Co-Produktion mit dem faschistischen Falange-Spanien des späteren Diktators Franco, Andalusische Nächte. Fortan spielte Klüsner die gesamte Palette mittelgroßer Nebenrollen; vom Knecht über den Mediziner bis hin zum Kriminalkommissar. Mehrfach spielte er Gerichtsvorsitzende, in dem Film über das Stauffenberg-Attentat von 1944, Der 20. Juli, verkörperte er den Anti-Hitler-Verschwörer General Erich Fellgiebel. Klüsner hat auch für das Radio gearbeitet und wirkte an Übertragungen des BR (1948), des NWDR (1952) und des SFB (1954) mit. 1952 sah man ihn auch in einer Fernsehproduktion, einer Umsetzung einer literarischen Vorlage von Siegfried Lenz.

## Filmografie (komplett)
- 1938: Andalusische Nächte
- 1938: Kautschuk
- 1939: Sensationsprozeß Casilla
- 1939: In Sachen Herder contra Brandt (Kurzfilm)
- 1939: Heimatland
- 1939: Legion Condor
- 1942: GPU
- 1948: Vor uns liegt das Leben
- 1949: Fünf unter Verdacht
- 1953: Inspektor Tondi (Fernseh-Kurzfilm)
- 1955: Oberwachtmeister Borck
- 1955: Der 20. Juli
- 1955: Vor Gott und den Menschen
- 1955: Ein Mädchen aus Flandern
- 1955: Studentin Helene Willfüer
- 1956: Tausend Melodien
- 1956: Anastasia, die letzte Zarentochter
- 1957: Der Stern von Afrika
- 1957: Kalle wird Bürgermeister
- 1957: Die große Chance
- 1959: Lockvogel der Nacht

## Synchronrollen (Auswahl)
- 1957: Zdeněk Štěpánek als Jan Hus in Jan Hus